# Glad såsom fågeln
Vårsång, ofta kallad Glad såsom fågeln, är en sång med text av Herman Sätherberg och musik av prins Gustaf. 
Sången är en klassisk vårsång, som ofta framförs av manskörer på Valborgsmässoafton. Sätherbergs dikt inspirerade även Otto Lindblad till en kvartett.
Vårsång komponerades 1846.